# Chồn Pekan
Chồn Pekan (Danh pháp khoa học: Pekania pennanti) hay còn được gọi là chồn Pequam, wejack, woolang hay còn được gọi với tên gọi phổ biến là Fisher là một loài động vật thuộc họ Chồn bao gồm chồn, rái cá và chồn sói, phân bố ở Bắc Mỹ gồm Hoa Kỳ và Canada. Con vật nhỏ bé lông mượt này nổi tiếng là sát thủ hung tàn đối với những con vật nhỏ nuôi trong nhà như mèo, gà khiến nhiều chủ nhà ở Mỹ luôn phát cáu.

## Đặc điểm
Bề ngoài, trông nó giống một con vật nhỏ thó, bẩn thỉu, trông nó có vẻ như là con cáo nhưng lại rất giống chuột. Nó có răng nanh và móng vuốt. Mặc dù không to nhưng nó thật ghê rợn. Khỏe mạnh với cái đuôi xù và đôi mắt tròn nhỏ nhưng sáng, và một bộ lông mượt, một con chồn Pekan nặng khoảng 5 đến 15 pao, sống trên mặt đất hoặc trên cây. Nó hoạt động về đêm vì thế không dễ gì quan sát được.
Một con chồn đực sẽ có lãnh thổ cực kì lớn, nó sẽ đi sang nơi khác nếu có một con đực nào đó xuất hiện. Con cái có xu hướng sinh sống chồng chéo lên nhau. Con đực sẽ đi vào lãnh thổ của con cái vào mỗi mùa xuân để giao phối rồi định cư trong vùng riêng của chúng suốt một năm. Con chồn Pekan có khả năng thích nghi nhanh chóng với môi trường mới khiến các nhà sinh học phải sửng sốt mặc dù nó được coi là thành công của quá trình bảo tồn.
Chồn Pekan lại có bản tính ăn thịt hiếu thắng của con chồn sói và có thể trèo cây như chồn Mactet. Con chồn này có thể giết nhiều con vật một lúc trong khoảng không gian nhỏ hẹp. Chúng chủ yếu ăn thịt, đặc biệt là sóc, chuột, chuột đồng và các loài vật nhỏ khác, ngoài ra thực đơn của chúng còn bao gồm lạc và các loại hạt. Chồn Pekan cũng là một trong số kẻ thù ít ỏi của loài nhím.
Chúng giết con nhím bằng cách tấn công vào mặt con nhím rồi lật ngửa nó từ phía sau. Chúng có cách thức tấn công duy nhất để giết các con nhím lông cứng: nó tấn công vào mặt con nhím cho đến khi con vật này bị yếu đi thì nó lật ngửa con mồi lên để có thể tấn công vào bụng con nhím, nơi dễ bị thương tổn nhất. Trong một số khu vực, nhím lông mềm chiếm tới 1/4 khẩu phần ăn của loài chồn mactet này.

## Nguy cơ
Con người chính là kẻ thù lớn nhất của loài chồn Pekan. Nạn chặt phá rừng đi kèm với việc săn bắt lấy lông, con vật này đã bị đẩy đến bên bờ tuyệt chủng vào đầu thế kỉ 20. Loài chồn Pekan đã biến mất nhiều năm nay. Chúng không còn xuất hiện ở Massachusetts. Nó được cứu thoát khỏi nạn tuyệt chủng ở vùng Đông Bắc và miền trung phía tây. Mới đây nó đã di cư đến vùng ngoại ô Hoa Kỳ. Thống kê số lượng về chúng rất khó thực hiện bởi không dễ gì nhìn thấy chúng trong khi chưa hề có một nghiên cứu trên diện rộng nào. Con số chồn Pekan bị chết trên đường cùng với sự hiện diện của chúng ở các vùng đất mới đã chỉ ra rõ ràng số lượng chồn Pekan đang tăng lên. 

## Gia tăng

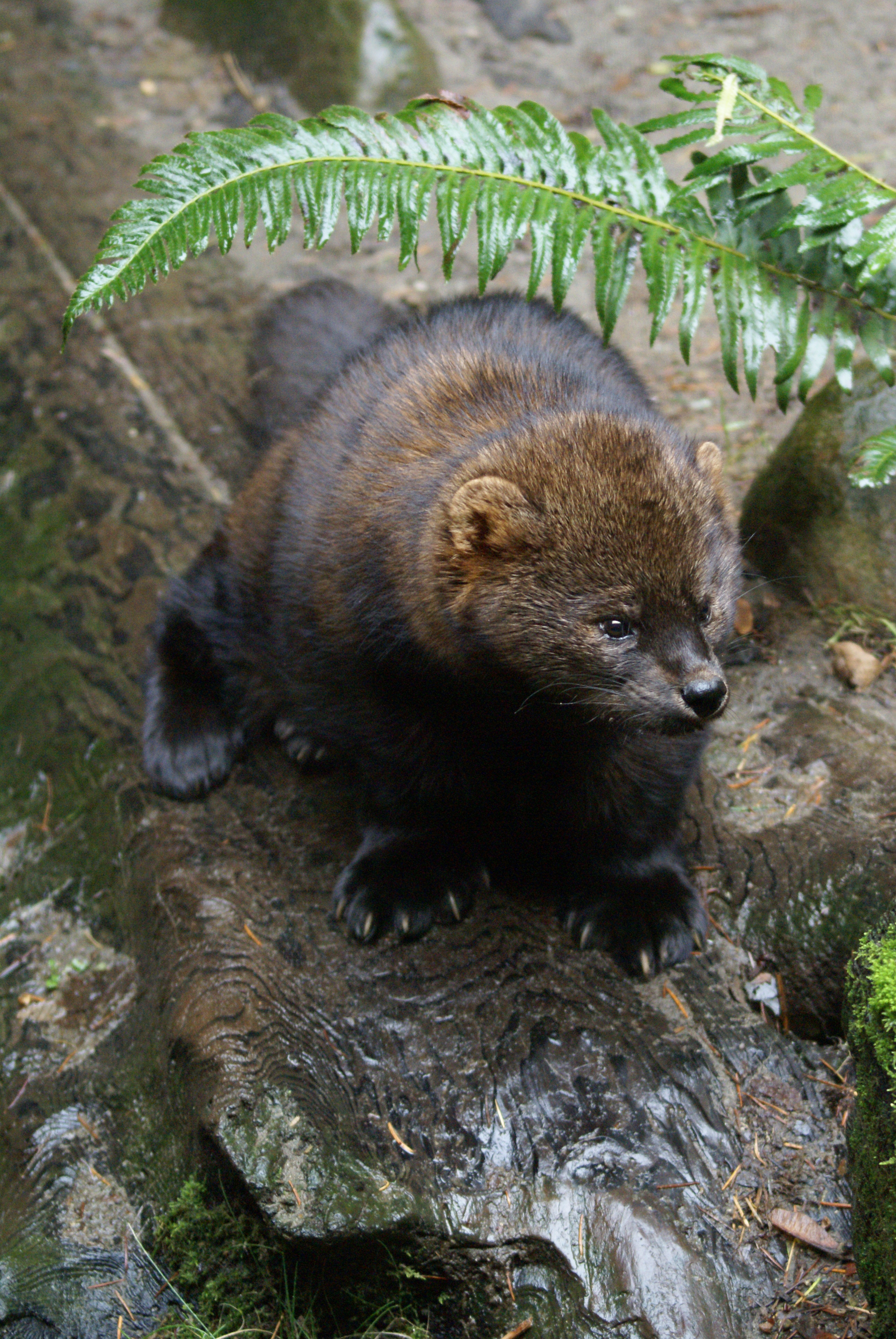
Một con chồn Fisher hay chồn Pekan

Nhiều bang phía đông và miền trung phía tây nước Mỹ bắt đầu nuôi lại con chồn Pekan vào thế kỉ trước nhằm hạn chế số lượng nhím làm hại cây. Vermont là bang đầu tiên du nhập chồn Pekan trở lại, khoảng 125 con vào những năm 1950. 20 năm sau, chúng phát triển nhanh chóng. Những con chồn Pekan không chỉ sinh trưởng phát triển ở nơi đây mà còn di cư sang vùng khác.
Những con chồn Pekan ở bang Vermont đã di cư đến phía nam New Hampshire và miền trung phía bắc bang Massachusetts nơi có rừng tự nhiên rậm rạp cùng với nhiều cây cối được trồng khi ngoại ô phát triển. Mới đây, chồn Pekan lại được tái du nhập loài vào Michigan và Pennsylvania. Khi số lượng cá thể tăng lên, cả lãnh thổ sinh sống của chúng cũng thế. Do nhiều vùng có người ở nên chúng cũng xuất hiện ở nhiều khu vực mới. Trong đó phải kể đến Cape Cod, người ta đã phát hiện một con chồn này tại Sandwich.
Số khác được phát hiện tại miền đông Chatham. Các nhà khoa học đưa ra giả thuyết rằng chúng đã bơi qua kênh Cape Cod hoặc chạy qua cầu. Ngoài ra, chồn Pekan cũng có mặt tại Brookline, Massachusetts, ngay ngoại ô Boston. Những con chồn Pekan ở bang Vermont đã di cư về phía nam đến tận Rhode Island, vùng duyên hải bang Connecticut khiến cư dân địa phương lúng túng bởi không thể nhận diện được sinh vật xuất hiện trong sân sau nhà họ. Rhode Island từ năm 1999 bắt đầu ghi chép số lượng chồn Pekan chết trên đường tại khu vực phía bắc. Năm nay người ta phát hiện một con tại nam Kingston trên bờ biển. 

## Gây rắc rối

### Giết vật nuôi

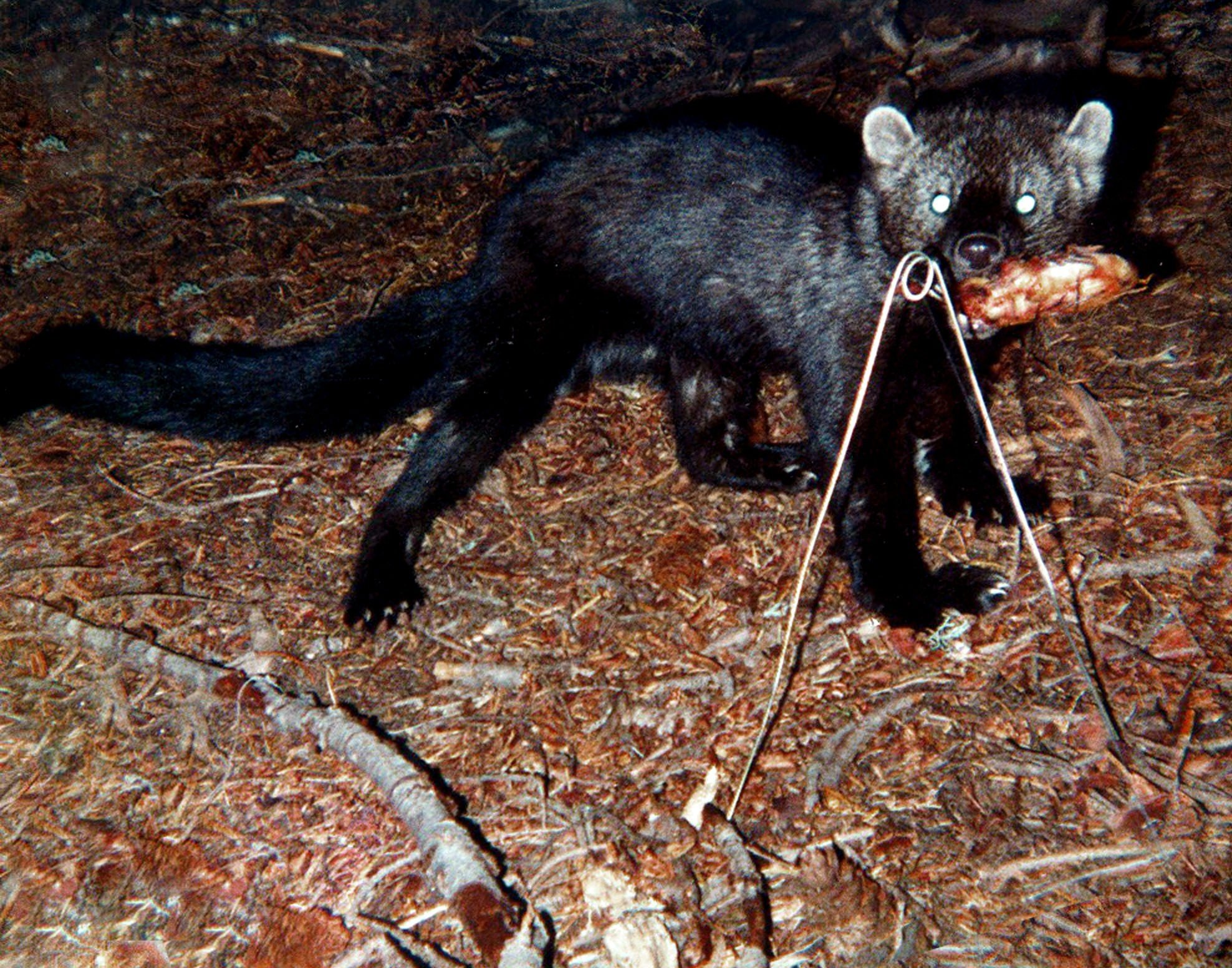
Chúng được báo cáo là hay nhằm vào vật nuôi

Tại Rhode Island Fish and Wildlife Division thuộc bang Rhode Island đã nhận được 43 lời phàn nàn của người dân về những con chồn Pekan này, đa số các vụ tấn công vật nuôi đều do nó gây ra. Cơ quan động thực vật hoang dã tại bang Connecticut, Massachusetts, New York và Rhode Island đang nỗ lực tiến hành nâng cao nhận thức cho cư dân nuôi thú vật về con chồn Pekan đồng thời khuyến khích họ nên nuôi mèo hay nuôi gà trong lồng an toàn.
Vào mùa hè, một người nghe thấy tiếng kêu ăng ẳng của chú chó chăn cừu Holly gốc Đức liền đi ra ngoài xem xét sự tình. Những gì nhân chứng nhìn thấy lúc đó vẫn khiến sởn tóc gáy. Một con vật nhỏ thó, bẩn thỉu bám trên người Holly, cắm móng vuốt vào gáy và gặm nhấm mặt con chó. Đó là một con chồn Pekan giống chồn sống trong rừng sâu. Loài ăn thịt đáng sợ ở vùng ngoại ô nước Mỹ. Khoảng từ 10 đến 15 năm trước, các nhà sinh học cho rằng chồn Pekan chỉ sống trong rừng sâu, như trung tâm Adirondacks. Nhưng bây giờ có thể thấy chúng ở vùng trồng trọt và ngoại ô.
Một chủ sở hữu một trang trại tại Norton bang Massachusetts cho biết một con chồn Pekan đã giết 3 trong số năm con gà nhà. Nó cắt đầu một con gà qua sợi dây ở thành chuồng. Hôm sau, nó đột nhập vào chuồng và giết thêm hai con gà nữa. Tại vùng ngoại ô Lexington bang Massachusetts, các nhà chức trách phải treo biểu ngữ nhằm khuyến khích người dân giữ mèo và chó trong nhà bởi người ta phát hiện có con chồn Pekan ở cánh rừng gần đó. Tại Northborough bang Massachusetts, họ đăng lời cảnh báo rằng người dân nên đóng kín thùng rác và hạn chế không nên để thức ăn bên ngoài cho các con vật.
Những con chồn Pekan trông thấy nhà của rất hấp dẫn, vì con người có những thứ chúng thích. Ở New England, có tường đá thu hút chuột. Vì thế cũng trở thành môi trường hấp dẫn đối với chồn Pekan. Khi con chồn Pekan xuất hiện ở vùng ngoại ô, các nhà sinh học phải cố gắng thuyết phục cư dân rằng chúng rất hiếm khi tấn công con người. Có một câu chuyện được các bà mẹ truyền lại rằng chồn Pekan (Fisher) là loài ăn thịt tham lam, nên để ý đến lũ trẻ và giữ lũ trẻ cách xa những con chồn Pekan. Chúng đúng thực là kẻ ăn thịt tham lam nhưng chỉ đối với sóc hoặc thỏ, giống như kẻ ăn trộm.

### Tấn công con người

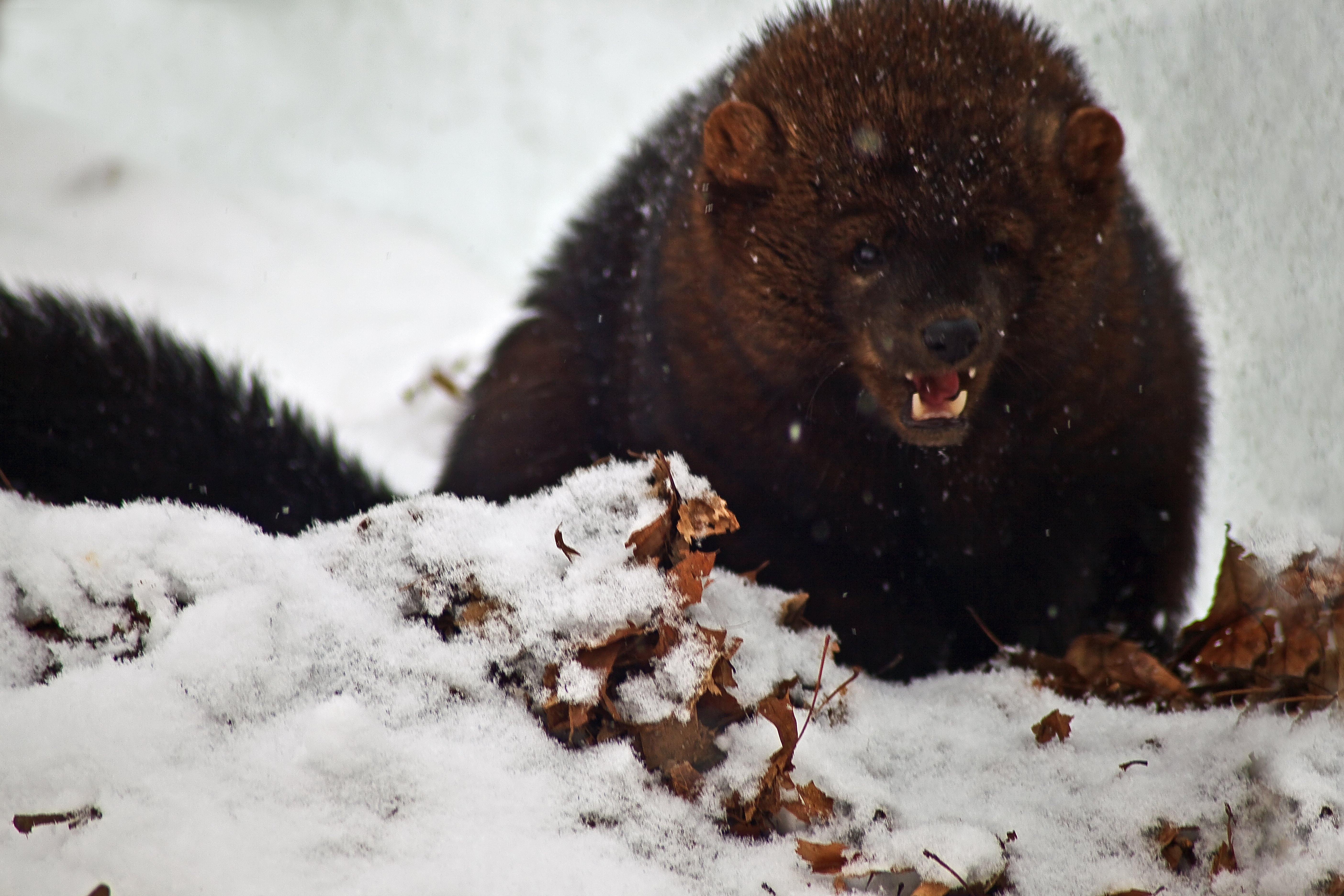
Một con chồn hung dữ

Những con chồn Pekan khá nguy hiểm, những con điên dại thường hay đi theo con người. Có một người ở Scotia bang New York khi đang dọn rác vào một ngày tháng hai thì con chồn Pekan nhảy bổ ra từ trong thùng rác, đi theo nạn nhân đến tận gara và tấn công vào chân. Nạn nhân đánh lại nó bằng cái dập lửa, rồi chạy vào bên trong và gọi cảnh sát. Cảnh sát đã phải theo dấu con chồn Pekan trong tuyết. Họ bắn chúng và phát hiện con vật có kết quả xét nghiệm dương tính với bệnh dại. Họ nhìn vào dấu chân con vật rồi nói đó là một con chồn Pekan, nạn nhân đã phải chịu thương tổn thần kinh ở bàn chân và phải tiêm rất nhiều vắc-xin dại trong suốt 5 tuần. Trong khoảng 200 năm nay tại bang New York, nạn nhân này là người thứ hai bị một con chồn Pekan mắc bệnh dại tấn công. 